# Всеобщая конфедерация труда (Италия)
Всеобщая конфедерация труда (ВКТ, итал. Confederazione Generale del Lavoro, CGdL) — итальянское профсоюзное объединение, существовавшее с 1906 по 1944 год.

## История
ВКТ создана 1 октября 1906 года в Милане сторонниками реформистских идей (первым лидером профобъединения стал Ринальдо Ригола, пытавшийся на конференции в Риме в 1908 году ослабить политическое влияние радикальных социалистов в ВКТ и сосредоточить усилия организации на экономических требованиях); в 1912 году от неё отделились революционные синдикалисты, основавшие Итальянский синдикальный союз. Если на первый год существования в профцентр в общей сложности вступило 191 тысяч человек, то к 1911 году численность удвоилась (до 383 770), но затем упала. Впрочем, по окончании Первой мировой войны ВКТ, бывшая единственной крупной профконфедерацией в Европе, выступившей против участия правительства своей страны в войне, насчитывала уже до 2 млн членов и вскоре даже превысила это число, ведя кампанию за 8-часовой рабочий день. Однако в течение «красного двухлетия» профобъединение занимало неопределённую позицию, колеблясь, принять ли более радикальную линию Итальянской социалистической партии и всецело поддержать волну забастовок и захватов предприятий рабочими. Пытаясь остановить подъём фашизма, ВКТ вступила с синдикалистским ИСС в Альянс труда, объявивший в 1922 году всеобщую забастовку, но без особого успеха.
Нерешительность руководства ВКТ на фоне растущего давления фашистских организаций спровоцировала внутренний кризис. После установления в Италии диктатуры Муссолини численность ВКТ резко сократилась (до 269 тысяч членов в 1924 году). Реформистские лидеры ВКТ, пытаясь «ужиться» с новым фашистским режимом, объявили свои профсоюзы «аполитичными», но это им не помогло — конфедерация была принуждена к самороспуску 4 января 1927 года. Коммунисты, анархисты и ряд независимых профруководителей 20 февраля 1927 года создали подпольную профсоюзную организацию на тайном съезде в Милане, который также посетили некоторые левые социалисты, а во Франции социалист Бруно Буоцци, годом ранее избранный генсеком ВКТ, не признал самороспуск ВКТ и создал эмигрантское профобъединение (в 1936 году коммунистические и социалистические синдикалисты из подпольной и эмигрантской ВКТ соответственно объединились, приняв декларацию о профсоюзном единстве).
В 1922 году была создана Конфедерация фашистских профсоюзов (Confederazione dei sindacati fascisti) во главе с Эдмондо Россони, которая к 1928 году пришла к политике соглашательства с работодателями. В 1926 году в Италии запрещены и забастовки, и локауты, а также учреждены специальные суды для рассмотрения споров между рабочими и работодателями. Правящий режим осуществлял собственную социальную политику, включавшую заключение коллективных договоров, меры против безработицы, социальное страхование, организацию досуга посредством официальной структуры под названием «После работы». 4 июня 1944 года перед отступлением из Рима германских оккупационных войск эсэсовцами расстрелян бывший лидер ВКТ, бывший депутат Бруно Буоцци.
После краха итальянского фашизма в 1944 году в Риме создано новое профобъединение левого толка — Всеобщая итальянская конфедерация труда, первоначально объединившая основные течения итальянского профдвижения: коммунистическое, социалистическое и христианско-демократическое. Однако влияние Итальянской коммунистической партии в ней было решающим, так что в 1948 году близкие к социалистической и христианско-демократической партии профсоюзы откололись.

## Список генеральных секретарей
ВКТ
- Ринальдо Ригола[итал.], 1906—1913
- Людовико Д’Арагона, 1913
- Ринальдо Ригола, 1913—1918
- Людовико Д’Арагона, 1918—1925
- Бруно Буоцци, 1925—1944

ВКТ в подполье
- Джузеппе Ди Витторио, 1930—1944